# Riserva naturale orientata Sughereta di Niscemi
La riserva naturale orientata Sughereta di Niscemi è un'area naturale protetta situata nel comune di Niscemi, in provincia di Caltanissetta ed è stata istituita dalla Regione Siciliana nel 1997.

## Storia
La Sughereta di Niscemi è, assieme al Bosco di Santo Pietro di Caltagirone, il relitto di quella che un tempo era la più grande sughereta della Sicilia centro-meridionale.
Fin dal 1601, epoca in cui il territorio di Niscemi fu concesso in feudo alla famiglia Branciforti, il bosco iniziò ad essere utilizzato per la produzione di legname. Già nel 1718 l'uso dissennato di questa risorsa convinse Stefania Branciforti ad emanare precise disposizioni per limitare il suo sfruttamento.
Nel 1852 una cospicua porzione del territorio della originaria sughereta fu acquisita dal demanio comunale, venendo in parte successivamente assegnata per la coltivazione ai contadini organizzati nel movimento dei Fasci dei lavoratori.
La parte superstite della sughereta (circa 3.000 ettari) è stata dichiarata Riserva con il Decreto Assessoriale n. 475 del 25 luglio 1997 ed affidata in gestione all'Azienda Regionale Foreste Demaniali.

## Territorio
La Riserva sorge a 330 m s.l.m., nella parte meridionale dell'altopiano su cui si colloca il centro abitato di Niscemi. Comprende un'area complessiva di circa 2.939 ettari, di cui 1179 in zona A (riserva propriamente detta) e 1760 ettari in zona B (preriserva).

## Flora

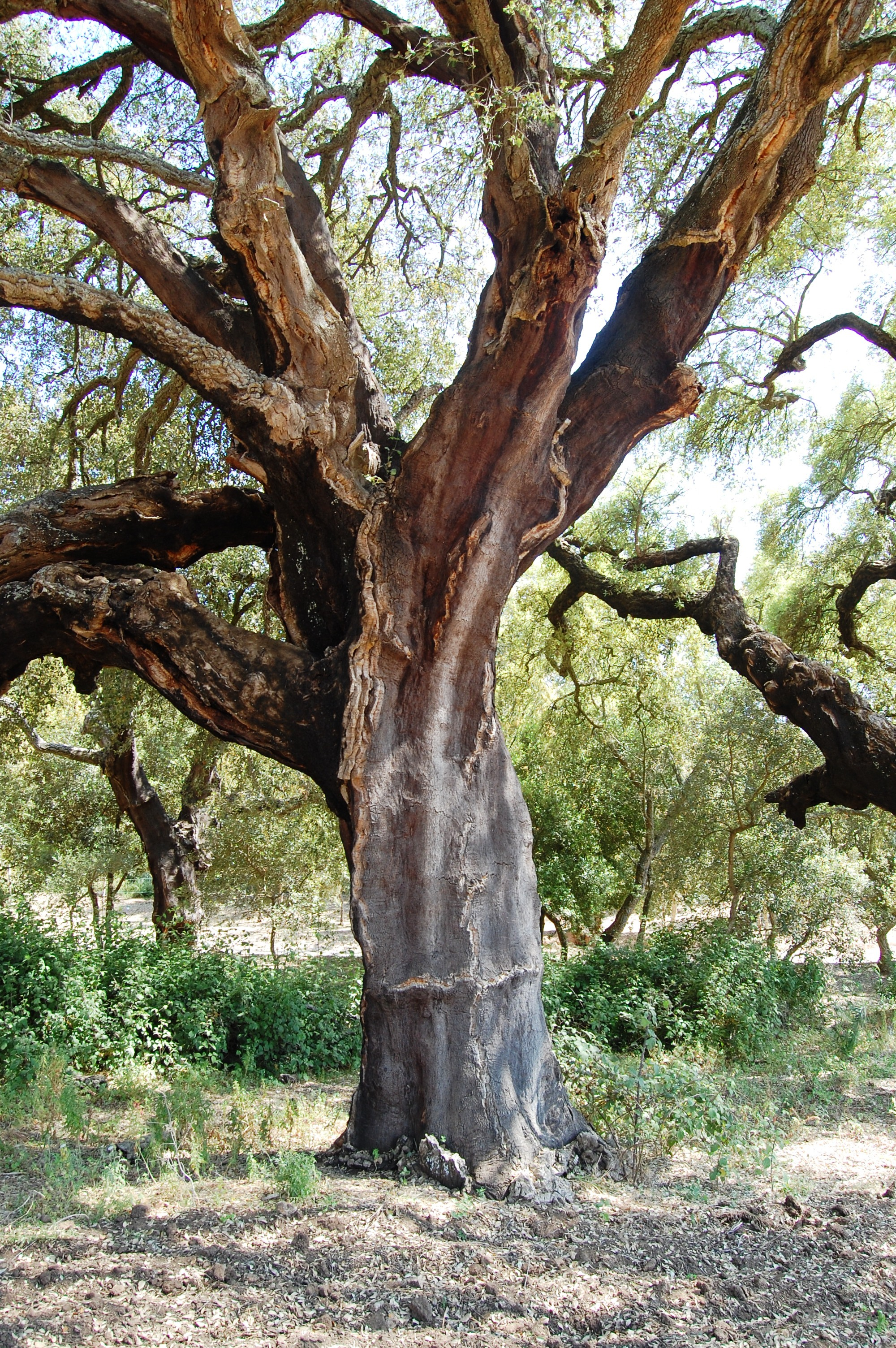
Quercus suber

La pianta simbolo della riserva, la quercia da sughero (Quercus suber), è tuttora abbastanza diffusa, con esemplari anche di notevoli dimensioni, e dà vita, insieme a lecci (Quercus ilex) e roverelle (Quercus pubescens), a lembi residui di foresta mediterranea sempreverde. Nei terreni sabbiosi delle schiarite del querceto è stata rinvenuta di recente una rara entità floristica, l'Helianthemum sanguineum. Si tratta di una specie diffusa in Portogallo, Spagna, Marocco ed Algeria, in passato segnalata anche in Italia, ma che da oltre un secolo non era più stata osservata, tanto che, prima del rinvenimento nel territorio della riserva, avvenuto nel 1992, era stata considerata estinta nel territorio nazionale.
La vegetazione prevalente è comunque quella tipica della macchia mediterranea con specie arbustive quali il lentisco, l'olivastro, il mirto, il corbezzolo, la fillirea, la palma nana, l'erica arborea, la ginestra spinosa, il citiso, il pungitopo, la dittinella, lo spazzaforno, la ginestrella, i cisti.
Sono presenti inoltre 30 differenti specie di orchidee appartenenti ai generi Anacamptis, Himantoglossum, Limodorum, Neotinea, Ophrys, Orchis, Serapias e Spiranthes.
Il bosco ospita infine diverse specie di funghi quali il porcino nero ed il porcino giallo, il farinaccio, le mazze di tamburo ed i prataioli.

## Fauna
Tra i mammiferi più comuni nel territorio della riserva vi sono il coniglio, il riccio, la donnola, la volpe, il moscardino e il quercino.
Numerose le specie di uccelli nidificanti tra cui la poiana, il colombaccio, il cuculo, la ghiandaia, il barbagianni e il gruccione, l'upupa.
Tra i rettili ricordiamo il gongilo, il colubro leopardino e la vipera comune.
Molto ricca anche l'entomofauna comprendente, tra le altre, numerose specie di farfalle (Limenitis reducta, Zerynthia polyxena, Lasiocampa quercus, Gastropacha quercifolia) e coleotteri (Carabus famini, Cerambix velutinus).

## Strutture ricettive
È possibile organizzare delle visite guidate alla Riserva, con l'aiuto di una guida naturalistica, contattando il Centro di Educazione Ambientale di Niscemi, Museo Didattico di Storia Naturale.
L'Ente gestore ha realizzato un percorso guidato per non vedenti, basato su una corda corrimano che funge da guida e alcune tabelle in braille.